# Fokaloid

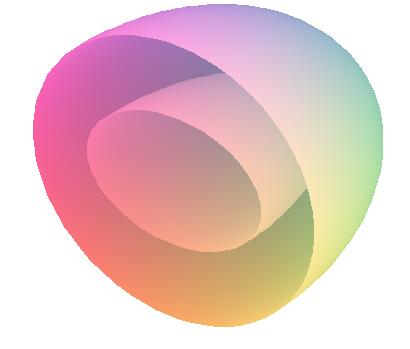
Fokaloid in 3D

Fokaloid in 2D

Ein Fokaloid ist eine geometrische Figur, die durch konfokale Ellipsen (2D) oder durch konfokale Ellipsoide (3D) berandet ist.

## Mathematische Definition (3D)
Wird eine Berandung durch ein implizit gegebenes Ellipsoid
{\displaystyle {\frac {x^{2}}{a^{2}}}+{\frac {y^{2}}{b^{2}}}+{\frac {z^{2}}{c^{2}}}=1}
mit den Halbachsen {\displaystyle a,b,c} beschrieben, so ist die zweite Berandung durch
{\displaystyle {\frac {x^{2}}{a^{2}+\lambda }}+{\frac {y^{2}}{b^{2}+\lambda }}+{\frac {z^{2}}{c^{2}+\lambda }}=1}
gegeben.
Im Grenzfall
{\displaystyle \lambda \to 0}
spricht man von dünnen, andernfalls von dicken Fokaloiden.

## Konfokalität
Die obigen konfokalen Ellipsoide haben die gleichen Brennpunkte. Mit {\displaystyle a\geq b\geq c} gilt für deren Abstände {\displaystyle f_{1},\;f_{2},\;f_{3}} zum Mittelpunkt O:
{\displaystyle f_{1}^{2}=a^{2}-b^{2}=(a^{2}+\lambda )-(b^{2}+\lambda )}
{\displaystyle f_{2}^{2}=a^{2}-c^{2}=(a^{2}+\lambda )-(c^{2}+\lambda )}
{\displaystyle f_{3}^{2}=b^{2}-c^{2}=(b^{2}+\lambda )-(c^{2}+\lambda )}

## Definition fokaloide Verteilung

Linien konstanter Dichte einer konfokalen Verteilung

Eine konfokale oder fokaloide Verteilung liegt z. B. vor, wenn die Schichten konstanter Dichte einer Massenverteilung oder die Schichten gleicher Ladungsdichte durch konfokale Ellipsoide bzw. Ellipsen (siehe Bild) gegeben sind.

## Physikalische Bedeutung
Fokaloide haben auch Bedeutung in der physikalischen Potentialtheorie. Sie liegt darin, dass zwei konfokale, homogen mit Masse oder Ladung gefüllte Ellipsoide in einem außerhalb befindlichen Probekörper Kräfte bewirken, die in die gleiche Richtung weisen und proportional zu den jeweiligen Massen bzw. Ladungen der jeweils einzelnen Ellipsoide sind.
Hieraus kann man schließen, dass auch verschiedene konfokale, homogen mit Masse oder Ladung gefüllte Fokaloide gleicher Masse bzw. Ladung außerhalb ihrer Ausdehnung unabhängig von ihrer Geometrie die gleiche Wirkung hervorrufen.
Dies bedeutet auch, dass die äußere Wirkung einer fokaloiden Verteilung durch die äußere Wirkung eines dazu konfokalen, homogen mit gleicher Masse gefüllten Ellipsoids beschrieben werden kann.
Weiterhin lässt sich das äußere Feld einer Strecke (dünner Stab) mit homogen darauf verteilter Masse oder konstantem Potential entlang des Stabes als fokaloide Verteilung beschreiben, wobei die Enden der Strecke (des Stabes) die Brennpunkte (Fokusse) des fokaloiden Feldes sind. Die Feldvektoren stehen dabei senkrecht auf den Ellipsoiden gleichen Feldbetrages.